# Escuelas italianas de pintura
Las escuelas italianas de pintura son las escuelas artísticas que la historiografía ha definido entre los maestros de la pintura italiana, agrupándolos por las ciudades donde realizaron su aprendizaje, establecieron sus talleres y transmitieron a su vez a sus discípulos sus técnicas y estilo, manteniendo características reconocibles a lo largo de las generaciones, que se percibe como una personalidad local. No son movimientos artísticos en sí mismos, ya que estos se van sucediendo unos tras otros (gótico, renacimiento, barroco, etc., así como los periodos en que cada uno se divide) mientras que las escuelas tienen mayor permanencia en el tiempo. No obstante, era habitual que los artistas pasaran de una ciudad a otra, estableciendo mutuas influencias. A veces la expresión se utiliza en singular (escuela italiana de pintura), especialmente para oponer o comparar a los maestros italianos a los de otras nacionalidades (escuela flamenca, por ejemplo). También es habitual utilizar la expresión primitivos italianos para referirse a los pintores de finales de la Edad Media (Gótico italiano, Duecento o siglo XIII, Trecento o siglo XIV) y el Primer Renacimiento (Quattrocento o siglo XV), aunque estrictamente esa expresión se acuñó para designar a la época de Giotto.

## Principalesescuelas pictóricas italianas
- Escuela toscana

- Escuela de Lucca y Pisa
- Escuela sienesa
- Escuela florentina. La escuela sienesa y la florentina son rivales durante los siglos XIII y XIV. A partir del siglo XV se produce el triunfo de esta última, caracterizada por el predominio del dibujo (disegno).

- Escuela romana de pintura
  - Muy a menudo se utiliza la expresión escuela florentino-romana (especialmente desde finales del siglo XV ~ Cinquecento ~ )
  -  Escuela romana

- Escuela veneciana, caracterizada por el dominio del color. Aunque puede remontarse al siglo XIV, es el principal foco alternativo al florentino-romano duranate el Alto Renacimiento (finales del XV y comienzos del XVI) y continuará su importancia hasta el siglo XVIII.

- Escuela lombarda, escuela de Lombardía o escuela septentrional. La falta de características comunes que unifican a otras escuelas, hace que se establezcan con rasgos más marcados escuelas locales en cada ciudad:[2]

- Escuela milanesa o escuela de Milán
- Escuela genovesa o escuela de Génova)
- Escuela piamontesa o escuela del Piamonte (Turín)
- Escuela boloñesa o escuela de Bolonia, desde el fin del XVI y sobre todo en el XVII, promueven la tendencia clasicista dentro del barroco italiano (academia boloñesa de los Incamminati y la familia de pintores Familia Carracci).
- Escuela de Cremona o escuela cremonense
- Escuela de Módena
- Escuela de Ferrara, vinculada a la casa de Este hasta 1597.
- Escuela de Parma o escuela parmenasa, iniciada hacia 1462, tiene su apogeo con Correggio y sus discípulos, entrando en decadencia en el XVII.

- Escuela de Padua o escuela padana
- Escuela veronesa o escuela de Verona
- Escuela de Mantua o escuela mantovana
- Escuela de Forli (de Forli o de Emilia-Romaña)
- Escuela de Umbría o escuela umbra
- Escuela napolitana o escuela de Nápoles (en la que se agrupan también los talleres de Campania, Puglia, Calabria y demás del reino de Nápoles)

- Escuela de Rímini, pintores que recibieron la influencia directa de Giotto durante su estancia en la ciudad de Rímini (antes de 1309, posiblemente en 1303) y se disuelve en 1350.

Algunas se agrupan en el conjunto denominado escuelas giottescas (por Giotto, el pintor del Trecento): las de Rímini, Umbría, Forli, Romana, Napolitana y Lombarda o septentrional.